# Die geheimen Verführer
Die geheimen Verführer ist ein Sachbuch zum Thema Werbung, das der US-amerikanische Konsumkritiker Vance Packard (1914–1996) im Jahr 1957 unter dem englischen Originaltitel The Hidden Persuaders veröffentlichte.

## Inhalt
Der Untertitel Der Griff nach dem Unterbewussten in jedermann weist auf Packards Hauptanliegen, die so genannte Motivforschung hin. Er kritisiert die Überredung des Konsumenten zu Kaufentscheidungen, die nichts mit seinen tatsächlichen Bedürfnissen und auch nichts mit der Qualität des angebotenen Produkts zu tun haben.
Das Buch umfasst zwei Teile. Im ersten Teil mit der Überschrift Der Verbraucher will überredet sein zeigt Packard damals (in den 1950er Jahren) neue Strategien der Werbung auf.
Im zweiten Teil seines Buchs Der manipulierte Bürger weist Packard auf neue Methoden der politischen Werbung und der Mitarbeitermotivation in den großen Konzernen hin.
Packard brachte als Erster das Thema Unterschwellige Werbung ins Bewusstsein der Öffentlichkeit, indem er über die von James M. Vicary, dem Inhaber der New Yorker Werbeagentur Subliminal Projection Co. angeblich entwickelte Technik der subliminalen Beeinflussung berichtete. Diesen Berichten zufolge sollten im Kino nicht wahrnehmbare Werbespots für Popcorn den Verkauf von Popcorn in die Höhe getrieben haben (Iss-Popcorn-trink-Cola-Studie). Die Behauptungen erwiesen sich aber bald als von Vicary erfunden.

## Wirkung
Das Buch Die geheimen Verführer war auch außerhalb der USA ein Bestseller und veränderte die Sicht der Normalverbraucher auf die Werbung.
Da Packard aber kein studierter Soziologe war, wurde er von Fachwissenschaftlern nicht respektiert, die vor allem seine unsystematische Arbeitsweise kritisierten.